# Jaroslav Palliardi

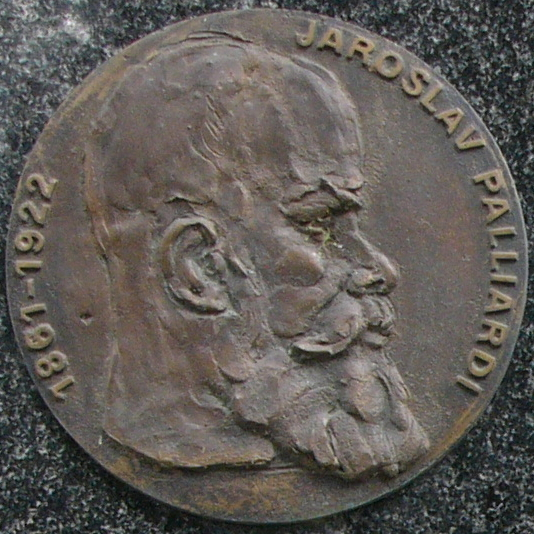
Jaroslav Palliardi

Jaroslav Palliardi (* 20. Februar 1861 in Telč, Mähren; † 12. März 1922 in Moravské Budějovice) war ein tschechischer Jurist und Archäologe, der vor allem in der Region um Znojmo gearbeitet hat.
Seine Vorfahren stammen aus Italien. Er war verwandt mit Johann Ignaz Palliardi, einem in Böhmen lebenden italienischen Architekten. Jaroslav Palliardi studierte Rechtswissenschaften in Prag. Ab 1897 war er Notar in Vranov und zwei Jahre später wechselte er nach Mährisch-Budweis. Sein Interesse galt jedoch der Ur- und Frühgeschichte.
1909 wurde er Mitglied des neu gegründeten mährisch-archäologischen Vereines.